# Rydsgård
Rydsgård est une localité de Suède, dans la commune de Skurup dans le comté de Scanie. 1 361 personnes y vivent en 2010.